# David Hampshire
David Alan Hampshire (Mickleover, Engleska, 29. prosinca 1917. – Newton Solney, Engleska, 25. kolovoza 1990.) je bio britanski vozač automobilističkih utrka. U Formuli 1 je upisao dva nastupa 1950. u Velikoj Britaniji i Francuskoj u bolidu Maserati 4CLT/48, no nije uspio osvojiti bodove. Upisao je i trideset nastupa na neprvenstvenim utrkama Formule 1 od 1946. do 1951., a najbolji rezultat je ostvario na utrci British Empire Trophy 1948., kada je u bolidu ERA A, osvojio drugo mjesto.

## Vanjske poveznice
- David Hampshire - Stats F1